# Владимир Томашевић
Владимир Томашевић (Приштина, 25. јануар 1965 — Њујорк, 11. септембар 2001) је био српски и југословенски електроинжењер, и један од двојице страдалих Срба у нападима 11. септембра 2001. на Светски трговински центар.

## Биографија
Родио се 25. јануара 1965. на Косову и Метохији. Имао је и млађу сестру Јелену. Као четворогодишњак се са породицом преселио у Београд, где је напослетку завршио и Електротехнички факултет. Преселио се 1994. године у Канаду, где је радио као информатичар. Тамо се запослио у фирми Optus business solution, где је дошао до положаја потпредседника. Био је ожењен женом по имену Тања, а заједно су живели у Торонту. Наведено је да је у слободно време волео да игра голф и тенис.
У Њујорку је 11. септембра 2001. отишао на семинару из информационих технологија. У тренутку терористичких напада на Трговински центар се налазио на последњем спрату зграде, у соби названој Прозори света. Сматрајући да неће бити могуће пронаћи посмртне остатке свих настрадалих, градске власти Њујорка су после напада понудиле породицама жртава урне са пепелом са места разрушених Кула близнакиња. Владимирова породица је то прихватила, па је у новембру 2001. године на Топчидерском гробљу положила урну која је стигла из Њујорка.
Градске власти Њујорка су у међувремену преместиле разрушене остатке Светског трговинског центра на једно острво на реци Хадсон, где су тражени ДНК узорци настрадалих. Две године после тога пронађени су први посмртни остаци Владимира Томашевића, а касније је нађено још неколико делова његовог тела. Седам година касније, 8. септембра 2008. су у Србију пристигли ти посмртни остаци. Владимиров отац Андрија је за Политику изјавио да су положили његове остатке поред урне коју су раније добили од града Њујорка. Сахрана је била обављена у кругу уже породице.